# Weißenstadt
Weißenstadt település Németországban, azon belül Bajorországban. Lakosainak száma 3031 fő (2023. december 31.). Weißenstadt Röslau községgel határos.

## Népesség
A település népessége az elmúlt években az alábbi módon változott:
| Lakosok száma | 2637 | 3970 | 3337 | 3846 | 3248 | 3143 | 3151 | 3142 | 3094 | 3031 |
|               | 1875 | 1950 | 1975 | 1987 | 2012 | 2014 | 2016 | 2017 | 2021 | 2023 |